# Herrarnas hopp i gymnastik vid olympiska sommarspelen 1996
Herrarnas hopp i gymnastik vid olympiska sommarspelen 1996 avgjordes den 20-29 juli i Georgia Dome.

## Medaljörer
| Gren | Guld                   | Silver                 | Brons                  |
| Hopp | Aleksej Nemov Ryssland | Yeo Hong-Chul Sydkorea | Vitalj Stjerbo Belarus |

## Resultat

### Kval
| Placering | Gymnast                  | Poäng  |
| --------- | ------------------------ | ------ |
| 1         | Aleksej Voropajev (RUS)  | 19.450 |
| 2         | Aleksej Nemov (RUS)      | 19.425 |
| 3         | Yeo Hong-Chul (KOR)      | 19.399 |
| 4         | Vitalj Sjtjerba (BLR)    | 19.375 |
| 5         | Ihor Korobtjynskyj (UKR) | 19.350 |
| 6         | Li Xiaoshuang (CHN)      | 19.337 |
| 7         | Ivan Ivanov (BUL)        | 19.324 |
| 8         | Ivan Pavlovski (BLR)     | 19.287 |

### Final
| Placering | Gymnast                  | Poäng |
| --------- | ------------------------ | ----- |
|           | Aleksej Nemov (RUS)      | 9.787 |
|           | Yeo Hong-Chul (KOR)      | 9.756 |
|           | Vitalj Sjtjerba (BLR)    | 9.724 |
| 4         | Ivan Ivanov (BUL)        | 9.643 |
| 4         | Li Xiaoshuang (CHN)      | 9.643 |
| 6         | Aleksej Voropajev (RUS)  | 9.618 |
| 7         | Ihor Korobtjynskyj (UKR) | 9.568 |
| 8         | Ivan Pavlovski (BLR)     | 9.493 |